# Clădirea fostei biserici evangheliste (II) din Carmanova
Clădirea fostei biserici evangheliste (II) este o clădire amplasată în Carmanova, Unitățile Administrativ-Teritoriale din Stînga Nistrului, Republica Moldova. Este un monument arhitectural de importanță națională inclus în Registrul monumentelor Republicii Moldova ocrotite de stat cu nr. 487 (raionul Grigoriopol). Datează din mijl. sec. XIX.